# Хигаси (Хиросима)
Хигаси (яп. 東区 Хигаси-ку, [çigaɕi̥ ku]; «Восточный район») — район города Хиросима префектуры Хиросима в Японии. По состоянию на 1 октября 2007 площадь района составляла 39,38 км². По состоянию на 1 июня 2011 население района составило 120 663 человек.

## Символы района
Эмблема Хигаси — стилизованное изображение утреннего солнца и знака японской силлабической азбуки ひ (xи), с которого начинается название района и которое нарисовано в виде летящего голубя. Эмблема олицетворяет мир и надежду.
Флаг Хигаси — полотнище белого цвета, стороны которого соотносятся как 2 к 3. В центре полотнища размещена эмблема района с красным солнцем и синим знаком-голубем.

## Общие сведения
Район Хигаси находится в восточной части дельты реки Ота. На западе он омывается рекой Энко, а на севере и востоке его подпирают горы.
Хигаси находится на пересечении важных транспортных путей. На юго-западе район примыкает к северному выходу железнодорожной станции Хиросима компании JR West, а на северо-востоке по району пролегает часть Санъё (автодорога), Хиросима-Восток IC. Окрестности станции Хиросима являются преимущественно коммерческой зоной, а остальные — жилыми массивами и частными секторами.
Большую часть Хигаси занимают горы Усита, Футаба, Таканодзё и другие. Они покрыты зелеными лесами и служат парками отдыха для жителей города. В зелёной северо-восточной части района расположены городской лесной парк и Центр по озеленению префектуры Хиросима.
Так как Хигаси находится в горной части города, в окрестностях исторического центра Хиросимы, здесь издавна строили буддистские храмы и синтоистские святилища. Благодаря этому много памятников культуры — национальное сокровище монастырь Фудоин, святилище Тосё и другие — смогли избежать разрушения во время атомной бомбардировки Хиросимы в 1945 году. Сегодня эти древности продолжают радовать глаз как жителей, так и гостей города.